# لوكا جارزا
لوكا جارزا ولد في يوم 27 ديسمبر سنة 1998 هو لاعب كرة سلة محترف أمريكي وبوسني لفريق مينيسوتا تمبروولفز التابع للاتحاد الوطني لكرة السلة (الدوري الاميركي للمحترفين)، بموجب عقد ثنائي الاتجاه مع ايوا وولفز من الدوري الاميركي للمحترفين جي الدوري . كما أنه يمثل المنتخب البوسني دوليا.
لعب لوكا كرة السلة الجامعية لفريق ايوا هوكيز ، حيث كان الاختيار المتفق عليه للاعب الكلية الوطنية لهذا العام لموسم 2020–21 . بصفته مبتدئًا ، حصل على لقب أفضل لاعب في الفريق الأول جميع الامريكيينو العشرة الكبار لهذا العام . لعب جارزا في مدرسة ماريت في مسقط رأسه بواشنطن العاصمة

## وصلات خارجية
لم يتم العثور على روابط لمواقع التواصل الاجتماعي.